# Nanni Strada
Nanni Strada (Milano, 1941) è una designer italiana.
Ha creato collezioni per Dolomite, Ermenegildo Zegna, Fiorucci, La Perla, Max Mara, Nordica e Visconti di Modrone, tra gli altri. Nel 1966 Strada produsse i primi sandali in plastica e le prime calzature stampate a iniezione per Fiorucci.

## Biografia
Nel 1973, Nanni Strada realizzò un film con Clino Castelli intitolato "Il Mantello e la Pelle", che univa la documentazione di due dei suoi progetti più noti per illustrare due diversi approcci fondamentali alla funzione e alla fabbricazione dell'abbigliamento. Il "Mantello" di Strada è costituito da strati di tessuto trapuntato tagliati lungo linee dritte, con cuciture semplicemente posizionate da un bordo all'altro e ribattute. Il design del "Mantello" è determinato dalla struttura della sua costruzione monoblocco. La "Pelle" è stata la prima calzamaglia monoblocco completa prodotta in un'unica operazione di fabbricazione. Il film analizza l'applicazione del metodo Pantysol nella fabbricazione della "Pelle", illustrando come avviene la fabbricazione di una struttura tubolare a forma di H in cui il taglio della scollatura corrisponde al cavallo del collant.
Nel 1999 Nanni Strada inaugura il primo laboratorio di fashion design presso la Facoltà di Design del Politecnico di Milano. I suoi corsi 'anti-accademici' sono stati raccolti nel libro “Lezioni. Moda, Design e cultura del progetto”, edito da Lupetti nel 2013.

## Mostre
La mostra del 2008 "Skin and Bones" alla Somerset House ha curato il lavoro di Strada insieme a personaggi come Junya Watanabe, Shigeru Ban, Bernard Tschumi, Zaha Hadid e Peter Eisenman.
Le opere di Nanni Strada sono state esposte nei principali musei del mondo, tra cui il Cooper Hewitt Museum di New York (1976), il Musée de la Mode de la Ville de Paris (2000), il MOCA - Museum of Contemporary Art di Los Angeles (2006-2007), il National Art Center di Tokyo (2007), il Mori Arts Museum di Tokyo (2007), la Somerset House di Londra (2008), il NAMOC - National Art Museum of China di Pechino (2008), il Museo Nazionale della Scienza e della Tecnologia di Milano (2011), il Museo Statale di Storia di Mosca (2011-2012).

## Premi e riconoscimenti
Nanni Strada ha ricevuto un Compasso d'Oro nel 1979 e un Compasso d'Oro alla carriera nel 2018.